# Coari
Coari là một đô thị thuộc bang Amazonas, Brasil. Đô thị này có diện tích 57921,65 km², dân số năm 2007 là 57767 người, mật độ 1 người/km².